# Paul-Vanier Beaulieu
Paul-Vanier Beaulieu né le 24 mars 1910 à Montréal et mort le 20 avril 1996 à Saint-Sauveur-des-Monts est un peintre canadien.

## Biographie
Artiste polyvalent, il est reconnu pour ses paysages et ses natures mortes, de même que ses peintures abstraites.
Jeunesse et études
Ainé d’une famille aisée composée de sept enfants, il est très tôt initié à l’art par ses parents. Son père, Joseph-Alphonse Beaulieu, avocat et amateur d’art, s’adonne même à la peinture, exécutant des portraits de ses collègues du Barreau de Québec. Sa mère, Augustine Vanier, partage elle aussi un intérêt pour l’art et la peinture. Son frère Claude, architecte et urbaniste, devient directeur artistique à la revue Vie des arts et œuvre en architecture religieuse, Louis peint sous le pseudonyme Louis Jaque et Gérard est ingénieur ainsi que collectionneur d’art contemporain.
Quant à Paul, c’est vers l’âge de 10 ans qu’il commence à s’intéresser à l’art à travers les livres de la bibliothèque de son père. Il lui emprunte également sa boîte à couleurs et ses pinceaux afin de reproduire les personnages de ses bandes dessinées. Dans les années 1920, alors que sa famille loge à Sainte-Thérèse en banlieue de Montréal, son père l’encourage à aller en nature et peindre des paysages. Le plaisir de capter les couleurs, les formes et leurs contours prend une importance grandissante dans son quotidien.
Le jeune artiste, qui adoptera plus tard le nom de jeune fille de sa mère, Vanier,  s’inscrit à l’École des beaux-arts de Montréal en 1927, où il fait la connaissance de Stanley Cosgrove, Jean Paul Lemieux et Francesco Lacurto.
Il occupe divers emplois, désirant amasser les fonds nécessaires pour aller vivre en France. En 1930, Beaulieu ouvre un atelier d’art publicitaire avec Gonsalve Désaulniers dans un bâtiment du Square Philips à Montréal. Il a notamment comme client la Maison Dupuis & Frères. Vers 1936, toutefois, la crise financière qui sévit affecte gravement l’entreprise qui se résigne à fermer ses portes. Il travaille ensuite comme serveur au restaurant le Lutin qui bouffe, sur la rue Saint-Grégoire à Montréal. Le propriétaire, Jos McAbbe, l’autorise à installer ses toiles aux murs, ce qui lui permet d’en vendre quelques-unes.
Premier séjour en France
C’est en octobre 1938 qu’il prend place sur le paquebot Le Paris en partance de New York pour aller rejoindre son frère Claude, installé dans la Ville Lumière depuis 1935 pour y étudier l’architecture.
Voulant s’inspirer des grands mouvements artistiques de l’époque, il s’expose volontairement aux stimuli politique, intellectuel et artistique de Paris d’entre-deux-guerres. Il s’installe dans un atelier au 17 rue Campagne-Première à Montparnasse, à quelques pas des célèbres cafés fréquentés par des centaines d’artistes tels que Picasso, Giacometti, Pellan et Dallaire. Au cœur de cette vie bohème parisienne, il rencontre de jeunes peintres espagnols dont Picasso, avec qui il se lie d’amitié et visite régulièrement. Les influences du cubisme de Picasso seront visibles dans le travail de Beaulieu. De plus, il est grandement inspiré par ses rencontres avec Derain et Marchand et par sa découverte des œuvres de Vlaminck et de Rouault. Le peintre fait un bref séjour à l’École nationale supérieure des Beaux-Arts de Paris, mais quitte l'établissement après un an, attiré plutôt par l’art contemporain de l’époque.
En 1940, alors que la France est envahie par les forces du Troisième Reich, Beaulieu et son frère Claude deviennent prisonnier civil, tout comme Jean Dallaire et l’architecte Édouard Fiset. Ils sont tous internés trois mois en prison à Fresnes et ensuite déplacé dans un camp de d'internement à Saint-Denis. Cet emprisonnement ne l’empêche pas de continuer à créer des œuvres, dont plusieurs portraits de son ami Jean Dallaire. Ils sont libérés le 28 août 1944. Cette période de 4 ans sera connue comme la période Saint-Denis.
L’année de sa libération sera aussi celle de sa première exposition solo à la Galerie Henriette Vallot sur la rue Vaugiard, exposition rassemblant des toiles peintes avant 1940 et des dessins de la période Saint-Denis. C’est là qu’on y voit apparaitre ses premières figures de clowns et autres amuseurs publics. Le succès de cette exposition lui permet de placer des œuvres chez quelques marchands de tableaux, dont les galeries d’Orsel et Meitzer.
Retour à Montréal
En 1945, il revient à Montréal, s’initie à la gravure et organise une exposition à même sa maison familiale sur la rue Laval. Il y présente des peintures et des estampes, comprenant une large sélection de natures mortes avec quelques exemples de figures d’arlequins et de clowns. Il répète l’expérience en 1947, mais cette fois-ci, de plus grande envergure, elle réunit une bonne centaine de tableaux et d’estampes. Les gravures, peu nombreuses dans l’exposition, attirent toutefois l’attention par leur caractère innovateur. En fait, Beaulieu a rapporté de Paris des procédés techniques inconnus au Québec, tels que les eaux-fortes au sucre et la gravure en couleurs sur plaques superposées. Les propos de l’artiste sur son expérience parisienne avec la gravure éveillent un intérêt chez le professeur de l’École des arts graphiques, Albert Dumouchel, dont le rôle sera prédominant dans la mise en place d’une école québécoise de l’estampe dans les années 1960.
Durant son séjour en sol québécois, le peintre développe un intérêt pour les artistes de la Société d’art contemporain entourant John Lyman, comme André Biéler, Paul-Émile Borduas, Goodridge Roberts, Stanley Cosgrove, Marian Dale Scott, Fritz Brandtner, Jack Humphrey et Philip Surrey.
Vie en France
Néanmoins, le climat artistique de Québec de l’époque laissait l’artiste sur sa faim. L’appel de l’Europe refait surface et il décide de retourner en France en 1947, dans son ancien studio de Montparnasse. Il amorce alors une période de création active et foisonnante de peintures, de dessins et de gravures, ce qui lui permet de participer à une exposition à l’été 1949 à la Galerie La Gentilhommière où il présente plusieurs tableaux et dessins réalisés au cours de son précédent séjour en Provence. Son travail est remarqué par les critiques, dont Jean Moselan, et des toiles sont acquises par des collectionneurs. Cette période de conception est marquée par les natures mortes, qu’il explore avec originalité en juxtaposant des paysages à l’arrière-plan.
Au cours des années suivantes, il participe à des expositions de groupe, dont le Premier salon des jeunes peintres à la Galerie des Beaux-Arts, le Salon de mai et le Salon de l’Art libre. En 1951, le Musée d’art moderne de Paris fait l’acquisition de l’œuvre Nature morte à la bouteille jaune, qu’il a peinte au cours d’un séjour dans la région de Draguignan en Provence. C’est la première œuvre d’un artiste canadien à être intégrée dans la collection du musée. La même année, il remporte le deuxième prix au Concours de la province de Québec avec sa Nature morte à la bouteille et cerises.
Depuis son retour à Paris, Beaulieu s’est remis à la gravure et fréquente l’atelier Georges Leblanc sur la rue Saint-Jacques. C’est là qu’il perfectionne la technique de l’eau-forte en observant le travail de Johnny Friedlaender et Albert Flocon. En 1952, il publie un livre de 33 illustrations à l’eau-forte des poèmes du recueil Ô Visages, de Jean-Louis Vallas. Les gravures sont tirées sur les presses de l’atelier Leblanc. Un exemplaire de l’ouvrage est acquis par le Musée du Québec en 1953, ce qui en fait le premier livre d’un artiste contemporain à entrer dans la collection muséale.
À la même époque, il se met à l’aquarelle, qu’il maitrise rapidement. En explorant les diverses techniques, il s’affectionne particulièrement des procédés de l’aquarelle mouillée, qu’il utilise pour composer des paysages lumineux, des natures mortes et des toiles qui frôlent l’abstraction. Ses tableaux à l’aquarelle apparaissent rarement dans les expositions et les galeries, mais lui permettent une grande liberté d’expression.
Puis, vers 1954, il laisse de côté les natures mortes et retourne à la représentation humaine dans ses tableaux, sujet qu’il avait exploité lors de son internement durant la Seconde Guerre mondiale. Réapparaissent, entre autres, des amuseurs publics, des clowns, des saltimbanques, des acrobates et des jongleurs. Émergent également des coqs, thème qui deviendra célèbre auprès des collectionneurs. Lors de ses voyages en Bretagne, Provence, Espagne et Italie en 1957 et 1958, l’artiste renoue avec son intérêt pour l’abstraction. Ses expérimentations picturales le mènent à créer des centaines de toiles de petit format représentant des paysages. Il en choisit quelques-unes, les agrandit et réalise un tableau structuré avec des taches de couleurs ordonnées, rappelant plutôt le naturalisme et le paysagisme abstrait que l’esthétisme expressionniste des peintres automatistes.
Durant l’année 1958, le peintre est invité par le conservateur Bernard Dorival à présenter son travail en compagnie de ses compatriotes Alfred Pellan et Jean-Paul Riopelle au Musée d’art moderne de Paris, à l’occasion de l’exposition Trois peintres canadiens. Ses œuvres sont tout de même exposées à Montréal, notamment grâce à l’aide de son frère Gérard qui fait la promotion de son art et à Max Stern de la galerie Dominion qui le représentera exclusivement sur une période de plus de 10 ans. Une entente est en effet négociée en 1954 avec Stern qui le représente jusqu’en 1965. La Dominion présente une première exposition particulière en 1957, contenant une soixantaine de tableaux, dont un choix varié de natures mortes, de scènes de cirques et de paysages peints en Bretagne. Les tableaux Garçon à l’oiseau, Les joueurs d’échecs, Les Saltimbanques amoureux et Nature morte aux œillets sont de ceux accrochés au mur.
Retour définitif au Québec
Au début des années 1970, Paul-Vanier Beaulieu revient définitivement au Québec où il achète une petite maison dans les Laurentides en 1973. Il continue de peindre avec passion, inspiré par les paysages de la région, logé dans l’atelier qu’il a aménagé dans sa maison. Son fonds d'atelier est mis aux enchères en 2005.
Démarche artistique
L’étendue de son travail, couvrant près de cinq décennies, est largement inspirée par les grands maitres européens de l’époque comme Cézanne, Matisse, Braque et Picasso. Artiste curieux constamment en recherche de nouvelles expérimentations, il touche à presque tous les genres et les médiums et dédie les périodes de sa carrière à l’exploration de thèmes et de techniques spécifiques. C’est ainsi qu’il passe du symbolisme au figuratif et des natures mortes à l’abstrait, abstraction se rapprochant du cubisme de Cézanne. Son œuvre aux multiples facettes est illustrée à travers, entre autres, l’huile, l’aquarelle, l’encre, l’estampe, le pastel, le fusain, l’eau-forte, la taille-douce, le monotype, la décalcomanie et la lithographie.

## Expositions
Beaulieu expose son travail dans de grandes villes telles que New York, Mexico City et Rio de Janeiro. Au Canada, en plus de faire partie d’expositions au Musée des beaux-arts du Canada, Beaulieu va, entre 1970 et 1990, présenter ses œuvres à la Galerie Frédéric Palardy à Saint-Lambert, à la Galerie Bernard Desroches à Montréal et à la Galerie Vincent à Ottawa. Grâce à son partenariat avec la Galerie Dominion à Montréal, ses œuvres ornent les murs de la galerie en 1957, en 1959 et en 1962. À compter de 1968, il participe régulièrement à des expositions dans une galerie à Saint-Sauveur-des-Monts dans les Laurentides.
- 1935 : Premier Grand Salon des anciens de l'École des beaux-arts de Montréal[11]
- 1953 et 1954 : Galerie Waldorf, Montréal[12]
- 1958 : Exposition Trois peintres canadiens, Musée d’art moderne de Paris
- 1958 : Musée des beaux-arts de Montréal, Galerie XII avec Jean Dallaire
- 1965 : Galerie Camille Hébert[3]
- 1977 : Galerie Bernard Desroches
- 1994 : Galerie Simon Blais
- 1996 : Musée des beaux-arts du Mont Saint-Hilaire[10]
- 2009 : Exposition rétrospective, Galerie Walter Klinkhoff[3]
- 2013 : 2 mars au 26 mai, Musée d’art contemporain de Baie Saint-Paul[13]

## Prix et distinctions
1951 : Deuxième prix du Gouvernement du Québec
1960 : Bourse du Conseil des Arts du Canada
1970 : Admis à l’Académie royale du Canada

## Musées et collections publiques
- Collection d'œuvres d'art, Université de Montréal[14]
- Musée d'art contemporain de Montréal[15]
- Musée d’art moderne de Paris
- Musée des beaux-arts de Montréal
- Musée des beaux-arts de Sherbrooke
- Musée des beaux-arts du Canada[16]
- Museum of London[17]
- Musée national des beaux-arts du Québec[18]
- Musée Bezalel de Jérusalem